# آيت اشراط انتكومة (آيت اعمر أوحسين)
آيت اشراط انتكومة هو دُوَّار يقع بجماعة بومية، إقليم ميدلت، جهة درعة تافيلالت في المملكة المغربية. ينتمي الدوّار لمشيخة آيت اعمر أوحسين التي تضم 4 دواوير. يقدر عدد سكانه بـ 273 نسمة حسب الإحصاء الرسمي للسكان والسكنى لسنة 2004.

## وصلات خارجية
- البوابة الوطنية للجماعات الترابية
- المندوبية السامية للتخطيط